# Fresno de Cantespino
Fresno de Cantespino – gmina w Hiszpanii, w prowincji Segowia, w Kastylii i León, o powierzchni 63,33 km². W 2011 roku gmina liczyła 261 mieszkańców.